# Jussi Valtonen
Jussi Valtonen (né en 1974) est un écrivain et psychologue finlandais,.

## Biographie
En 1993, Jussi Valtonen commence des études de philologie à l'université d'Helsinki mais son intérêt pour l'anglais et la philologie ne dure pas. En 1996, il opte pour la psychologie et obtient son master en psychologie en 2000.
Il étudie la neuropsychologie à Université Johns-Hopkins et prépare une thèse dans ce domaine. 
Il étudie aussi la scénarisation dans le programme conjoint  de l'Université de Salford et de l'Université des sciences appliquées de Tampere.
Jussi Valtonen travaille comme journaliste et comme assistant au département de psychologie de l'Université d'Helsinki.

## Prix
- 2002 : Prix d'écriture Juhana Heikki Erkko
- 2008 : concours de scénarios radiophoniques de l'université des sciences appliquées de Carélie du Nord et de Yle,
- 2014 : Prix Finlandia[7].

## Ouvrages

### Romans
- (fi) Tasapainoilua, Helsinki, Like, 2003 (ISBN 952-471-190-7)
- (fi) Vesiseinä, Helsinki, Like, 2006 (ISBN 952-471-722-0)
- (fi) Siipien kantamat, Helsinki, Tammi, 2007 (ISBN 951-31-4029-6)
- (fi) He eivät tiedä mitä tekevät [« Ils ne savent pas ce qu’ils font »], Helsinki, Tammi, 2014 (ISBN 978-951-31-7429-3)

### Livres scientifiques
- (fi) avec Ben Furman, Jossakin on ilo: tietoa ja toivoa masennuksesta kärsiville ja heidän läheisilleen [« Quelque part il y a aussi la joie : savoir et espoir pour les personnes souffrant de dépression et pour leurs proches »], Lyhytterapiainstituutti oy, 2005, 142 p. (ISBN 952-5174-12-3)